# Стрелецкий бунт (1698)
Стрелецкий бунт 1698 года — восстание четырёх московских стрелецких полков общей численностью около 2,2 тыс. человек во время пребывания Петра I за границей в Великом посольстве. В качестве причин бунта исследователи обычно выделяют тяготы военных походов, недостаточность жалования, оторванность от семей, назначение иностранных офицеров на высшие военные должности. Однако бунт, возможно, носил не только социально-экономический характер, но и политический:
по многим свидетельствам и показаниям, полученным под пытками, стрельцы планировали возвести на престол царевну Софью, ранее бывшую регентшей при малолетних Петре и Иване.
Восстание было подавлено войсками, а стычки продолжались до 1707 года, было казнено более тысячи человек. Царевну Софью, которая получила власть после первого стрелецкого бунта 1682 года и была принудительно отстранена от власти в 1689 году ставшим совершеннолетним Петром, в результате подавления бунта 1698 года после её допросов насильно постригли в монахини в Новодевичьем монастыре.

## Предыстория

### Династический кризис

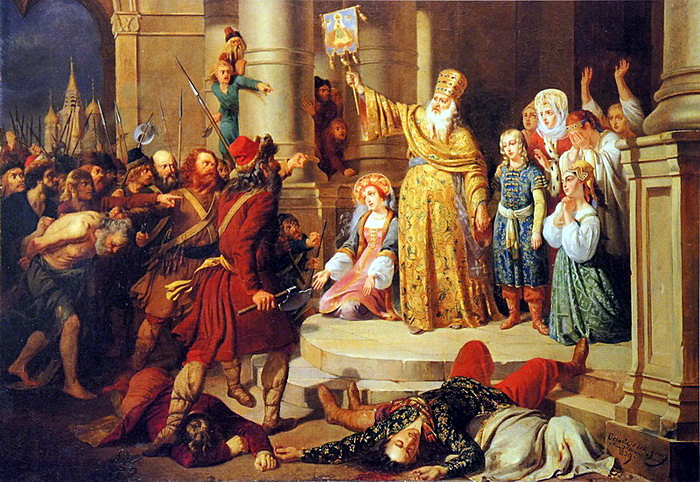
Октавия Россиньон, «Царь Пётр Алексеевич во время стрелецкого бунта в Московском Кремле 15 мая 1682 года», 1839 год

Противоборство боярских кланов и вмешательство военных частей в государственную политику в 1682 году после смерти молодого царя Фёдора Алексеевича привело к династическому кризису. Престол должен был перейти к одному из братьев Фёдора: 16-летнему Ивану — сыну покойной царицы Марии Ильиничны (в девичестве Милославской), или 10-летнему Петру — сыну вдовствующей царицы Натальи Кирилловны (в девичестве Нарышкиной). В усилившей своё влияние Боярской думе были представлены две конкурирующие партии: сторонники Милославских и сторонники Нарышкиных.
На провозглашение царём одного из братьев повлиял патриарх Иоаким, поддержав Нарышкиных и объявив Петра Алексеевича будущим правителем. Для Милославских избрание Петра могло означать утрату властных перспектив. Царевна Софья Алексеевна, сестра Петра по отцу, воспользовавшись недовольством стрельцов задержкой жалованья и произволом начальства и опираясь на клан Милославских и бояр (в том числе князей Василия Голицына и Ивана Хованского), приняла деятельное участие в стрелецком бунте 1682 года, также известном как Хованщина.
В результате этого бунта в Москве утвердились Милославские, а Софья была объявлена регентшей при слабом здоровьем Иване и малолетнем Петре. Он вместе с матерью Натальей Нарышкиной перебрался в Преображенское, загородную резиденцию покойного царя Алексея Михайловича. Управление царевне помогал осуществлять её сподвижник, глава Стрелецкого приказа Фёдор Шакловитый. Правление Софьи Алексеевны при номинальном царствовании Петра I и Ивана V длилось семь лет, до 1689 года. Брак Петра с Евдокией Лопухиной 27 января 1689 года лишил Софью права законной опеки над младшим братом, и царевна была отстранена от власти.

### Положение царевны Софьи до начала бунта
После отрешения от власти в 1689 году царевна Софья Алексеевна жила до окончания стрелецкого бунта в Новодевичьем монастыре, занимая со своими прислужницами несколько келий, окна которых выходили на сквер на Девичьем поле. У монастырских ворот стояли караулы из 100 солдат Преображенского и Семёновского полков под командованием одного подполковника и двух капитанов. При ней находились кормилица вдова Марфа Вяземская, две казначеи и девять постельниц. По распоряжению Ромодановского сёстрам Софьи разрешалось передавать ей еду и разные вещи через их служанку.

### Поездка царя в Европу
В 1697 году перед отправкой в великое посольство царь устроил розыск после доноса на заговор стрелецкого полковника И. Е. Циклера, друга И. М. Милославского, который принимал активное участие в событиях 1682 года. Под пытками он и его сообщники, бояре Соковнин и Пушкин, признались, что по приказу Софьи они планировали убить царя. Заговорщиков казнили. Их кровь стекала в открытый гроб на труп И. М. Милославского, специально вырытый из могилы и помещённый под плаху.
Управление государством на время своего отсутствия царь доверил главе Посольского приказа боярину Льву Кирилловичу Нарышкину (родному дяде Петра), главе приказа Казанского дворца князю Борису Алексеевичу Голицыну и главе Приказа большой казны и Приказа большого прихода князю Петру Ивановичу Прозоровскому, предоставив им право принимать решения в военных, судебных и дипломатических («посольских») делах при достижении общего согласия. Они могли высочайшими указами предписывать воеводам полковым и областным, призвать военных («ратных») людей на службу, управлять перемещением войск, выносить решения по административным («тяжебным») и уголовным делам, не исключая государственных преступлений. Обеспечение безопасности Москвы поручалась ближнему стольнику князю Фёдору Юрьевичу Ромодановскому, командующему солдатскими полками Преображенского и Семёновского полков.
20 (10) марта 1697 года Пётр Алексеевич покинул Москву. Впервые в истории Русского царства его правитель с посольством отправился в европейские страны.

### Положение стрелецких войск
Стрелецкое войско состояло из пехотных частей и представляло собой первую в России регулярную армию, сформированную в середине XVI века. Московские стрельцы были особыми воинами царской рати, которые находились на привилегированном положении. Московские стрельцы селились в особых слободах, главным образом в Замоскворечье, и были весьма зажиточной категорией населения. Кроме получения жалования, они имели право заниматься промыслами и торговлей, не неся посадских повинностей. Военные преобразования Петра I были направлены на лишение стрельцов былых привилегий.

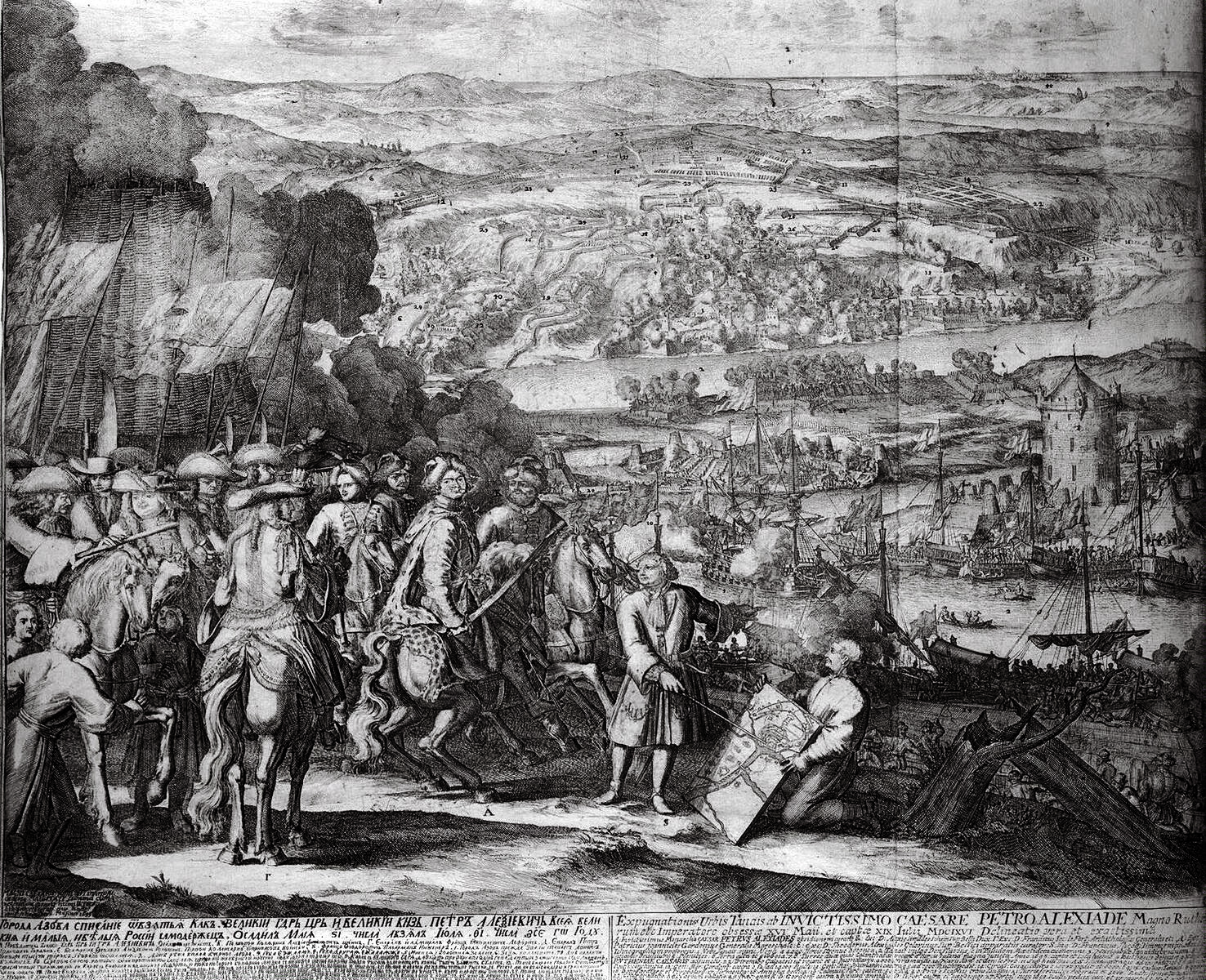
Взятие Азова. Царь Пётр I и воевода Алексей Шеин. Гравюра А. Шхонебека, 1699 год

В Азовских походах 1695 года в рядах царских войск под командованием Франца Лефорта и Патрика Гордона находилось 12 стрелецких полков, в 1696 году — 13 полков под командованием Гордона и Головина. В челобитной, поданной генералиссимусу Алексею Шеину, стрельцы жаловались, что во время сражений 1695 года было «побито их множество», потому что Лефорт ставил стрельцов в самые опасные места.

#### Стрельцы после взятия Азова
После взятия Азова для несения гарнизонной службы вместе с шестью городовыми полками были оставлены в крепости четыре стрелецких полка — Гордоновской дивизии Фёдора Колзакова и Ивана Чёрного и Головинской дивизии Афанасия Чубарова и Тихона Гундертмарка. На военные части были возложены различные обязанности по отражению османских вторжений, восстановлению разрушенных и возведению новых бастионов. В оставленных стрелецких полках насчитывалось 2659 урядников и рядовых, восемь полковников и подполковников и 30 капитанов. Остальные 9 стрелецких полков (стремянный И. Конищева, полки Ив. Озерова, Дм. Воронцова, Мартемьяна Сухарева, Вен. Батурина, В. Ельчанинова, М. Кривцова, М. Протопопова и Михаила Сухарева) вместе с другими войсками были возвращены в Москву, где были удостоены чести торжественно войти в столицу; каждый из воинов был награждён с учётом своего звания.
На время своей поездки за границу Пётр I отправил 6 стрелецких полков (стремянный И. Конищева, полки Ив. Озерова, Дм. Воронцова, Мартемьяна Сухарева, Вен. Батурина и М. Протопопова), к устью Дона с боярином Шеиным, а остальные 3 стрелецких полка вместе с теми войсками, которые не участвовали во втором Азовском походе, были отправлены в армию князя Долгорукого: часть в Белгород, а другие в Севск и Брянск. Зимовавшим в Азове 4 полкам (Фёдора Колзакова, Ивана Чёрного, Афанасия Чубарова, Тихона Гундертмарка) после смены их стрельцами во главе с боярином Шеиным было приказано отправиться в Великие Луки для присоединения к войскам у границы с Речью Посполитой под командованием боярина князя Михаила Григорьевича Ромодановского, которые собирались для возможного оказания военной помощи Августу II. В результате в стрелецких слободах Москвы остались только семьи стрельцов. Караул несли поочерёдно полки: Преображенский, Семёновский, Лефортов и Бутырский.
В июне 1697 года стрельцы вышли из Азова. Часть из них от устья реки Дон до Воронежа, откуда тянули по рекам 200 бударов с пушечной и оружейной казной. До воронежской крепости стрельцы добрались через десять недель. Другая часть стрельцов из Азова была направлена в Валуйки сухопутным путём. После получения в августе от царя распоряжения направить стрельцов в новгородские полки воеводы князя М. Г. Ромодановского стрельцам срочно были доставлены грамоты, в которых было написано: «чтоб оне шли скоро и нигде не мешкали». В пути часть стрельцов направляли «по вестям» (после поступления тревожных сообщений) в Змиёв, Изюм, Царев-Борисов и Маяк. В конце сентября 1697 года в Воронеж и Валуйки поступил новый приказ, согласно которому стрельцы должны, не входя в Москву, выдвинуться к границе с Речью Посполитой в Ржеву Пустую и Великие Луки. Во время похода к назначенным местам стрельцов плохо снабжали деньгами и продовольствием. Поэтому были случаи, когда некоторые стрельцы просили милостыню на пропитание, за что их жестоко наказывали битьём батогами. Другие стрельцы «оскудали и одолжали неоплатно». Прибыв к месту назначения, стрельцы обнаружили, что условия для их зимовки созданы не были. На одном дворе должны были жить 100—150 стрельцов. 10 алтын и 4 деньги, выданных им на месяц, из-за высокой цены на хлеб хватило на две недели.
Долгая разлука стрельцов с семьями была нарушением традиции, согласно которой стрельцы служили вдали Москвы только летом, а на зиму возвращались в столицу. Всё это вызвало недовольство среди стрельцов, особенно в 4 полках Фёдора Колзакова, Ивана Чёрного, Афанасия Чубарова, Тихона Гундертмарка, которые были оставлены сначала в Азове, а после смены их были отправлены в Москву. Новый поход для стрельцов был очень тяжёлым. Они самостоятельно тянули по рекам суда и везли пушки. В то время государственная казна была истощена, и жалование стрельцам выплачивалось нерегулярно, несмотря на то, что службу требовалось нести качественно и практически без отдыха. В Москве стрельцы из Разряда получили царский приказ — в столице не задерживаться, сразу направляться к границе в Великие Луки. Через некоторое время стрельцы получили и другой приказ, согласно которому их до места назначения должны были сопроводить подьячие из Разряда.
Многие стрельцы тяготились дальней и долгой службой. Они почти три года не могли вернуться в Москву, оставив там семьи и промыслы. Особое недовольство стрельцов вызывало назначение иностранных офицеров на высшие военные должности. Как пишет советский историк Виктор Буганов, «оснований для недовольства у стрельцов, как и в 1682 году, накопилось более чем достаточно. Это — тяготы походов, большие потери во время осад и штурмов азовских укреплений, недоверие со стороны командиров, в том числе иностранцев, голод, холод и другие лишения, крайняя недостаточность жалования, оторванность от семей, от своих промыслов, являвшихся серьёзным подспорьем для прокормления». Тем не менее признаков бунта среди стрельцов не было до окончания великого поста 1698 года.
По устоявшемуся порядку, служба московских стрельцов в приграничных крепостях (городовая, осадная служба) продолжалась один год, по истечении которого их возвращали в Москву. Исключение составляла Астрахань, служба в которой за дальностью дороги составляла два года. Бывали случаи, когда стрельцов не возвращали в Москву в течение и более длительного срока. Но не бывало, чтобы стрельцов пересылали с одной границы на другую и проводили мимо Москвы, не позволив повидаться с семьями. Сильное возмущение стрельцов вызвала новость, что и на третий год их не возвратят в Москву, а переведут в Торопец. Особенно ропот и недовольство зрели в 4 стрелецких полках, находившихся в Великих Луках.

## Ход бунта

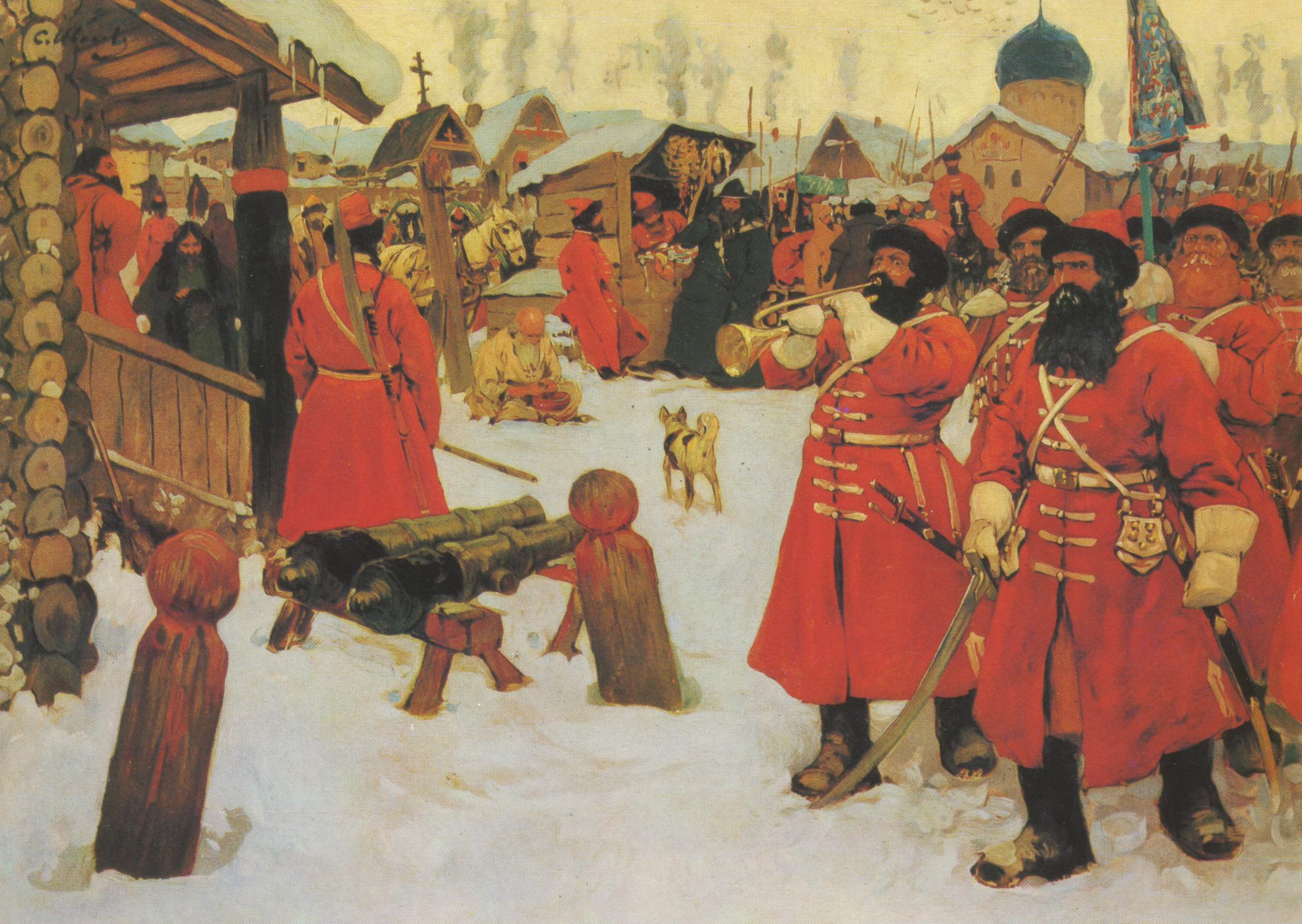
Картина живописца Сергея Иванова «Стрельцы», 1907 год

### Начало
В марте 1698 года в Москве появились 175 стрельцов, дезертировавших из указанных ранее четырёх полков, находившихся в Великих Луках, и пятого «сборного» полка П. Головнина, состоявшего из стрельцов московских полков, направленного в Великие Луки в корпус М. Г. Ромодановского, а потом — в Брянск для сопровождения хлебных запасов. На вопросы московских властей стрельцы отвечали, что «их братья стрельцы с службы от бескормицы идут многие», и указывали, что были посланы в Москву с челобитной о выдаче им жалования. Беглые стрельцы также собирались идти к главе Стрелецкого приказа боярину И. Б. Троекурову для того, чтобы спросить его, действительно ли плата стрельцам была уменьшена по распоряжению боярина Т. Н. Стрешнева. Ф. П. Ромодановский в письме к Петру писал, что стрельцы били челом в Стрелецком приказе «винами своими о побеге своем и побежали де ани от таго, что хлеб дорок». Из сохранившегося письма Ромодановского понятно, что просьбы стрельцов о выплате жалований были удовлетворены, им было выплачено 1 рубль 20 алтын каждому. После этого стрельцам было велено покинуть Москву 3 апреля.

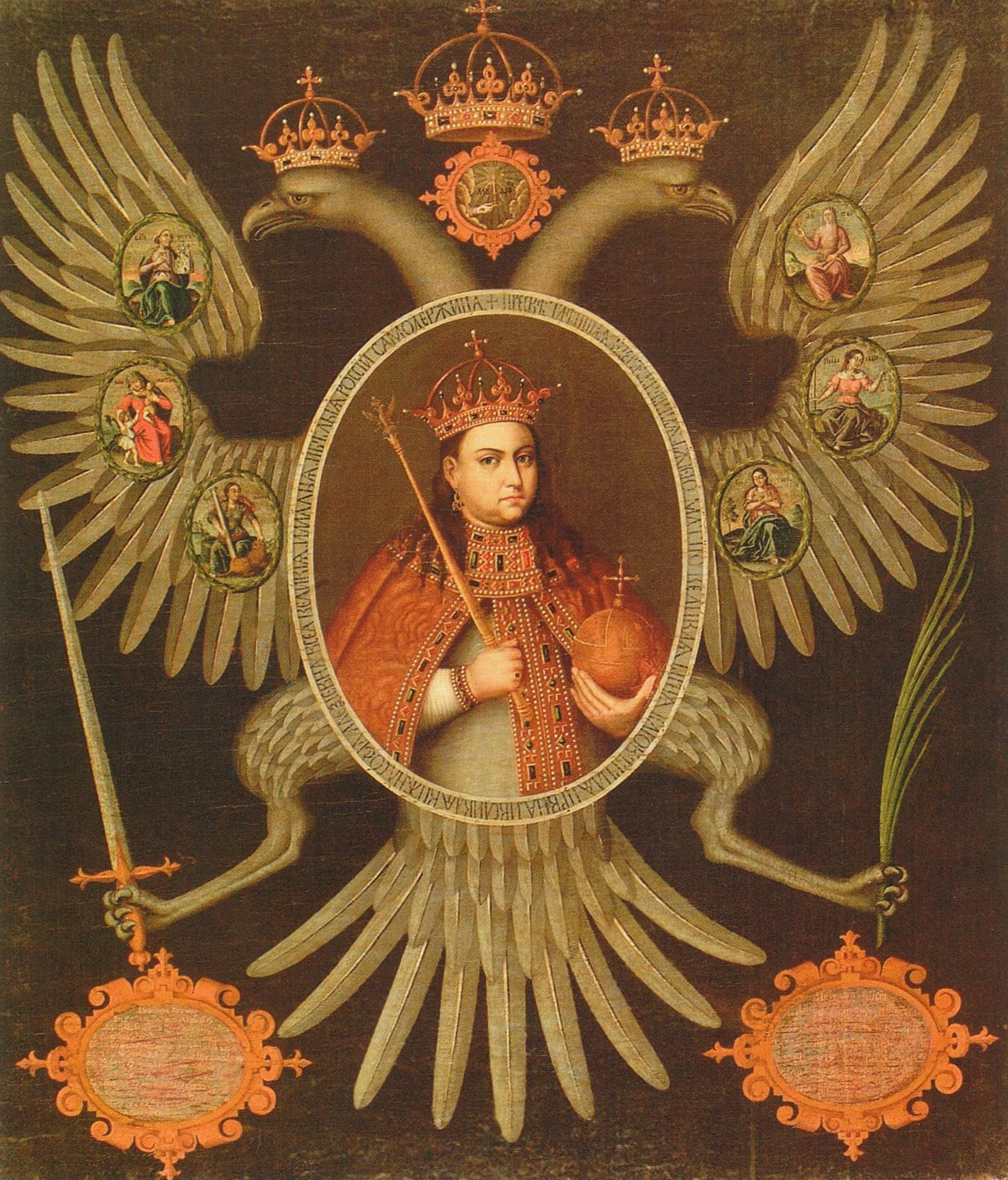
Портрет Софьи в царском облачении, со скипетром и державой в руках, на фоне двуглавого орла. Вокруг портрета выписан царский титул

По одной из версий, царевна Софья Алексеевна узнала о появлении беглых стрельцов, как те появились в Москве. Ей об этом сообщила царевна Марфа Алексеевна, передав записку в еде через служанку Авдотью. В послании было написано: «Стрельцы к Москве пришли». Софья прислала ответ: «Что будем им?». Марфа сообщила: «Велено рубить». Как показали под пытками постельничие, Софья, прочитав записку Марфы, сказала: «Жаль их, бедных». Предположительно, стрельцы, пока находились в Москве, передавали Софье челобитную через царевну Марфу.
3 апреля беглые стрельцы не покинули Москву и во главе со стрельцом Василием Тумой явились ко двору боярина Троекурова. Они стали требовать, чтобы их просьбы выслушали. Тот согласился принять четырёх стрельцов в своём доме. «Выборные» от имени всех пришедших стрельцов жаловались на тяготы службы, притеснения, нищенство. Они объяснили, что не покинут Москву «до просухи», то есть пока не высохнут дороги. Троекуров, не дослушав их до конца, велел вернуться им в свои стрелецкие полки. «Выборные» продолжили настаивать на своих требованиях. Тогда князь приказал присутствующим стрелецким полковникам Кошелеву и Козину арестовать мятежных стрельцов и отправить их в Стрелецкий приказ. Позднее на допросе один из предводителей беглых стрельцов показал: «Идём де мы к боярину ко князю Ивану Борисовичу [Троекурову] бить челом о том, кто у них хлебное жалованье отнял, и чтоб то хлебное жалованье дать им по-прежнему; и буде он в том откажет, и им ему говорить, чтобы дал им сроку на два дня. А буде того хлеба им давать не станут, и мы де в понедельник или кончая во вторник их, бояр, выведем всех и побьём». Но другие стрельцы и поддерживавшие их отбили их во дворе у караульных и помогли им укрыться в стрелецких слободах. Позднее два пьяных стрельца, Чурин и Наумов, ворвались к судейскому столу Стрелецкого приказа и снова грубо предъявляли свои требования. Их арестовали, но один из них смог отправить послание стрельцам в слободы с призывом идти на Кремль.
Стрельцы укрылись в слободах и оттуда установили связь с царевной Софьей Алексеевной, находившейся в заточении в Новодевичьем монастыре. 4 апреля 1698 года против стрельцов были посланы солдаты Семёновского полка, которые при содействии посадских людей заставили беглых стрельцов покинуть столицу. Прибывшие из Москвы «стрельцы-скороходы» подговаривали стрелецкие полки к восстанию. Среди стрельцов стали зачитывать два написанных царевной Софьей письма, призывавших полки к бунту и свержению Петра. Подлинность писем так и не была установлена. В войсках распространялись также слухи о том, что Пётр «онемечился», отрёкся от православной веры или вовсе умер в Европе.
В конце мая четыре стрелецких полка были переведены из Великих Лук в Торопец, где находилась резиденция воеводы Михаила Ромодановского. В ответ на отказ стрельцов выдать беглецов Ромодановский распорядился вывести из Торопца дворцовое войско и расставить его на московской дороге в боевом порядке. 6 июня все стрелецкие полки сошлись на реке Двине. В тот же день пятидесятник Чубарова полка Артемий Маслов прочитал в присутствии всех полков письмо Софьи Алексеевны, призывавшее идти на Москву. 9 июня Иоганн Корб, немецкий дипломат, пребывавший в Москве, записал: «Сегодня впервые разнеслась смутная молва о мятеже стрельцов и возбудила всеобщий ужас».
В начале июня 1698 года стрельцы направились к Москве, сместив полковых начальников и избрав по четыре выборных в каждом полку. Фёдор Ромодановский писал в письме Петру за границу, что 11 июня в Разрядный приказ в Москве явились четыре капитана из четырёх восставших стрелецких полков. Как только сошлись вместе четыре полка, так отобрали у полковников знамёна, пушки, подъёмных лошадей, денежную казну, денщиков и караульщиков и «слушать их ни в чём не стали». В ответ царь кратко постановил — «сей огнь угасить немочьно». Восставшие (около 2200 человек) смогли дойти только до Воскресенского Новоиерусалимского монастыря на реке Истре, находящегося в 40 км от Москвы, где встретились с правительственными войсками.
Правительство направило против стрельцов Преображенский, Семёновский, Лефортовский и Бутырский полки (около четырёх тысяч человек) и дворянскую конницу под командованием Алексея Шеина, генерала Патрика Гордона и генерал-поручика князя Ивана Кольцова-Мосальского.
14 июня после смотра на реке Ходынке полки выступили из Москвы. 17 июня, опередив стрельцов, Аникита Репнин занял Новоиерусалимский монастырь. Здесь 18 июня 1698 года их встретило 8-тысячное войско царских воевод боярина Алексея Шеина и генерала Патрика Гордона. Численное преимущество, эффективность командования и артиллерии, которыми обладали правительственные войска, предопределили исход сражения.

### Бой у Новоиерусалимского монастыря

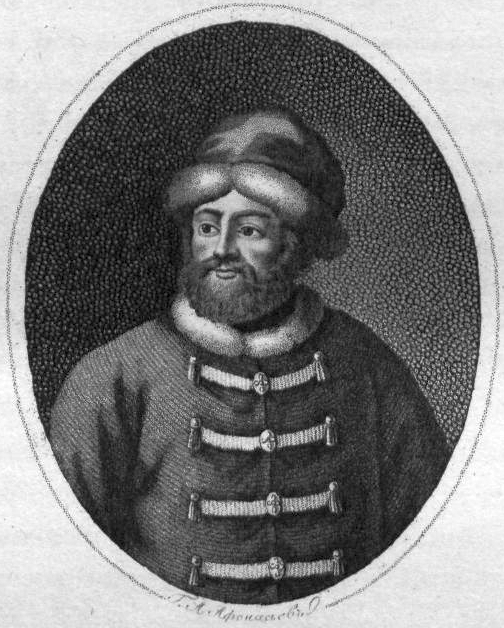
Портрет Алексея Шеина, худ. А. Г. Афонасьев, 1821 год

В бою у Новоиерусалимского монастыря на стороне правительственных войск принимали участие:
- Бутырский полк — генерал Гордон
- «батальон» Преображенского полка — майор Николай фон Зальм
- «батальон» (6 рот) Семёновского полка — полуполковник Иван Англер
- Лефортовский полк — полковник Ю. С. Лим
- артиллерия под командованием полковника Казимира де Граге[42].

Царские воеводы предприняли несколько попыток договориться с восставшими. Утром 18 июня Гордон отправился в стан мятежников и пригласил стрельцов собраться, чтобы огласить волю воеводы Большого полка, говорившего от имени государя. В «Записках Желябужского» сообщается, что во время переговоров стрельцы кланялись Гордону и говорили, «мы де идём к Москве милости просить о своих нуждах, а не драться и не биться». Гордон, разговаривая со стрельцами, упрекал их в неповиновении, нарушении долга, верности, убеждал изложить свои требования «не мятежным скопом», а мирным путём. В ответ стрельцы заявили, что «или умрут, или пройдут в Москву», хоть на несколько дней, чтобы увидеться со своими семьями, а потом готовы идти, куда их направят. После неудавшихся переговоров Гордон приказал зарядить орудия и дал залп из 25 орудий. Сражение продолжалось около часа. После третьего залпа стрельцы стали разбегаться и сдаваться в плен. Гордон воспользовался паникой стрельцов и двумя батальонами занял лагерь восставших. Взятые в плен стрельцы были посажены в тюрьмы Воскресенского монастыря. Согласно донесению Гордона, в бою было убито 22 стрельца, ранено — 40. В войсках Шеина было ранено четыре человека.

## Расследование и казни стрельцов

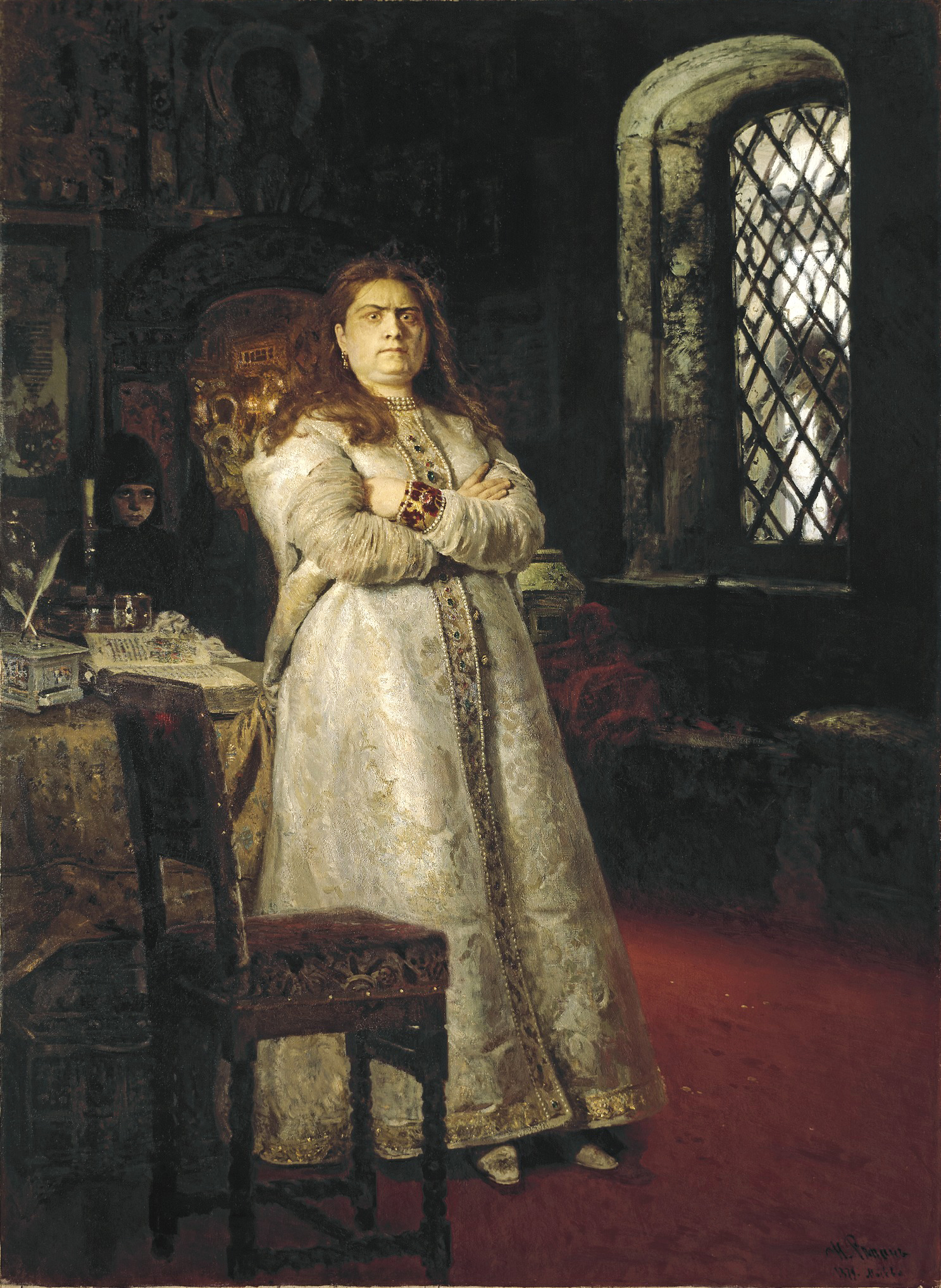
Картина Ильи Репина «Царевна Софья Алексеевна в Новодевичьем монастыре», 1879

Расследование и сыск по стрелецкому бунту можно разделить на несколько этапов. Первое следствие и казни были проведены незамедлительно в июне 1698 года в Воскресенском монастыре. По возвращении Петра был издан указ о новом розыске по делу стрелецкого восстания. Допросы, пытки и казни продолжались в течение 1699 и 1700 годов.
22 и 28 июня по приказу Шеина были повешены 56 «пущих заводчиков» бунта, 2 июля — 74 «беглеца» были отправлены в Москву. 140 человек были биты кнутом и сосланы, 1965 человек разосланы в тюрьмы по городам и монастырям.
Возвратившийся из-за границы 25 августа Пётр I не был удовлетворён розыском, произведённым Алексеем Шеиным и Фёдором Ромодановским. Особенно царю не понравилось, что были быстро казнены непосредственные организаторы. C конца сентября 1698 года (по новому стилю) более 1700 оставшихся в живых стрельцов, участвовавших в бунте, стали привозить к Москве. Размещали их в окрестных сёлах и монастырях. 17 сентября стрельцов начали пытать в 14 «застенках» в Преображенском. 17 сентября, в день именин Софьи, началось новое следствие. Жёны, сёстры, родственники стрельцов, служанки царевны Софьи также были подвергнуты допросам и пыткам. Пётр был убеждён в виновности царских сестёр и самолично участвовал в допросе Софьи. Однако она свою вину не признала, и компрометирующее письмо найдено не было.
Мятежную царевну заточили в Новодевичьем монастыре, где она и скончалась в 1704 году. Палаты Софьи и Евдокии Лопухиной, первой жены Петра I, также помещённой в монастырь, сохранились до наших дней.
Среди старообрядцев существует предание, что царевне удалось бежать из заточения вместе с 12 стрельцами и скрыться на Волге. В старообрядческом скиту Шарпан есть захоронение «схимницы Прасковьи» в окружении 12 безымянных могил. Согласно легенде, это и есть могилы Софьи и её сторонников. Однако научных обоснований этой легенды не существует.
В Москве казни начались 10 октября 1698 года. Всего было казнено более тысячи стрельцов, около 600 были биты кнутом, клеймёны и сосланы. Пятерым стрельцам Пётр I отрубил головы лично. Пять месяцев трупы казнённых стрельцов не убирались с места казни. Трупы трёх стрельцов, повешенных у окон кельи царевны Софьи, держали в руках челобитные, «а в тех челобитных написано было против их повинки».

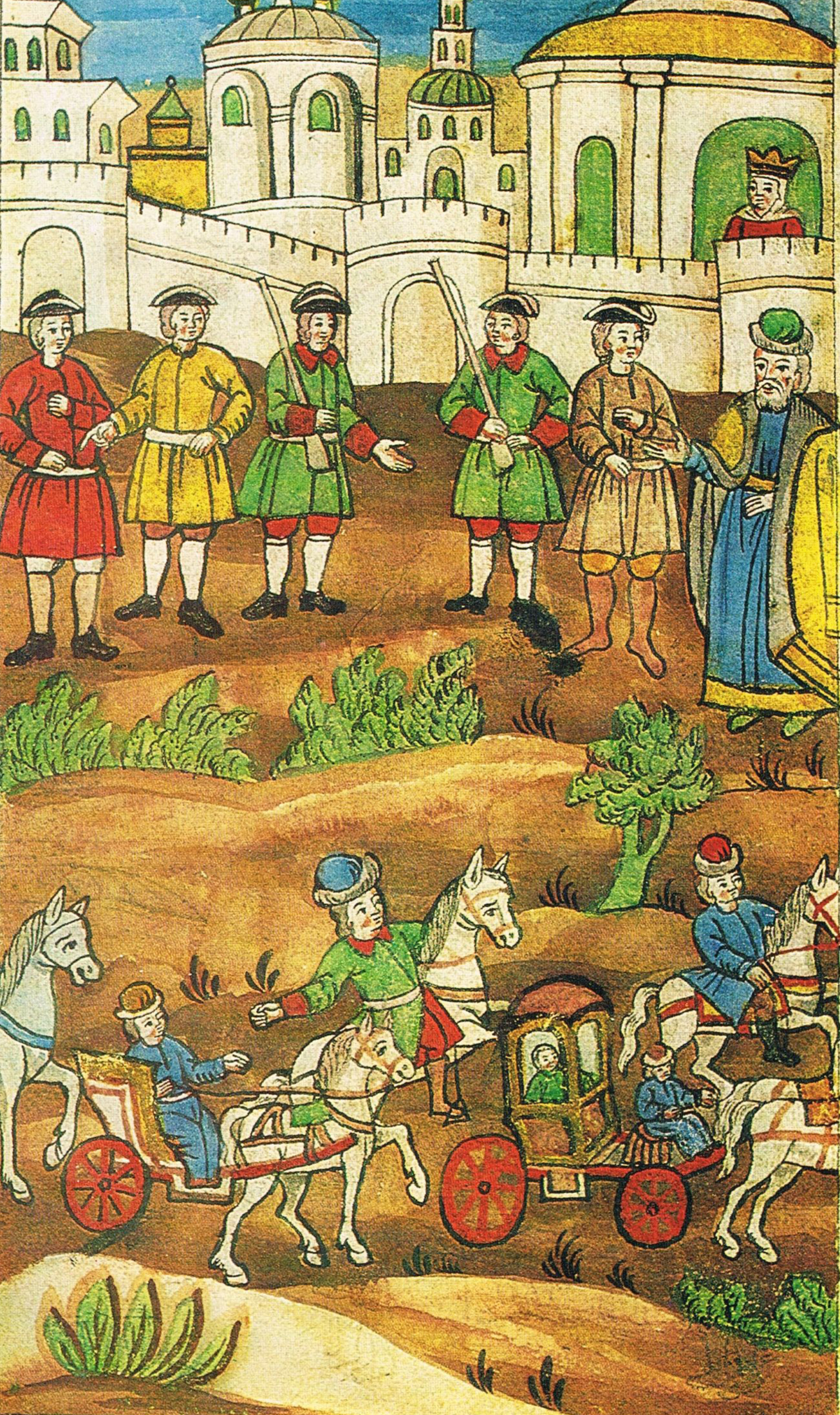
Заточение царевны Софьи в Новодевичий монастырь в 1689 году. Миниатюра из рукописи первой половины XVIII века

По одной из версий, Пётр решил придать казни стрельцов устрашающей торжественности и велел вывозить осуждённых в чёрных санях, увитых чёрными лентами. Стрельцы должны были сидеть в санях по двое, а в руках держать зажжённые свечи. Лошади тоже должны были быть чёрными, а возницы — одеты в чёрные тулупы. Нельзя сказать с достоверностью, было ли это на самом деле, однако на полотне «Утро стрелецкой казни» Василий Суриков именно так изобразил стрельца.
Стрелецким жёнам и детям было предписано покинуть Москву. Запрещено было давать им работу или милостыню, вследствие чего члены стрелецких семей были обречены на голодную смерть. Дворовые места стрельцов в Москве были розданы или проданы Стрелецким приказом. В числе новых владельцев земель были видные государственные деятели петровского времени: Александр Меншиков, фельдмаршал Борис Шереметев, граф Фёдор Головин. Ряд стрелецких хозяйств был передан различным приказным и канцелярским служителям. Некоторое количество земель получили служащие гвардейских полков. Среди покупателей стрелецких участков были и купцы, ремесленники, священнослужители и даже сторожа.
Следствие и казни продолжались до 1707 года и завершились казнью Артемия Маслова, одного из руководителей восстания, который летом 1698 года зачитывал (настоящее или подложное) послание к стрельцам царевны Софьи. В конце XVII — начале XVIII веков 16 провинциальных стрелецких полков, не участвовавших в восстании, были расформированы, а стрельцы были разжалованы в простые солдаты, с семьями высланы из Москвы в другие города и записаны в посадские.
Историк Николай Костомаров писал о казнях:

Снова потом происходили пытки, мучили, между прочим, разных стрелецких жён, а с 11 октября до 21 в Москве ежедневно были казни; четверым на Красной площади ломали руки и ноги колёсами, другим рубили головы; большинство вешали. Так погибло 772 человека, из них 17 октября 109 человекам отрубили головы в Преображенском селе. Этим занимались, по приказанию царя, бояре и думные люди, а сам царь, сидя на лошади, смотрел на это зрелище. В разные дни под Новодевичьим монастырём повесили 195 человек прямо перед кельями царевны Софьи, а троим из них, висевшим под самыми окнами, дали в руки бумагу в виде челобитных. Последние казни над стрельцами совершены были в феврале 1699 года.

По сведениям российского историка Сергея Соловьёва, казни происходили следующим образом:
30 сентября была первая казнь: стрельцов, числом 201 человек, повезли из Преображенского в телегах к Покровским воротам; в каждой телеге сидело по двое и держали в руке по зажжённой свече; за телегами бежали жёны, матери, дети со страшными криками. У Покровских ворот в присутствии самого царя прочитана была сказка: «В распросе и с пыток все сказали, что было придтить к Москве, и на Москве, учиня бунт, бояр побить и Немецкую слободу разорить, и немцев побить, и чернь возмутить, всеми четыре полки ведали и умышляли. И за то ваше воровство указал великий государь казнить смертию». По прочтении сказки осуждённых развезли вершить на указные места; но пятерым, сказано в деле, отсечены головы в Преображенском; свидетели достоверные объясняют нам эту странность: сам Пётр собственноручно отрубил головы этим пятерым стрельцам.

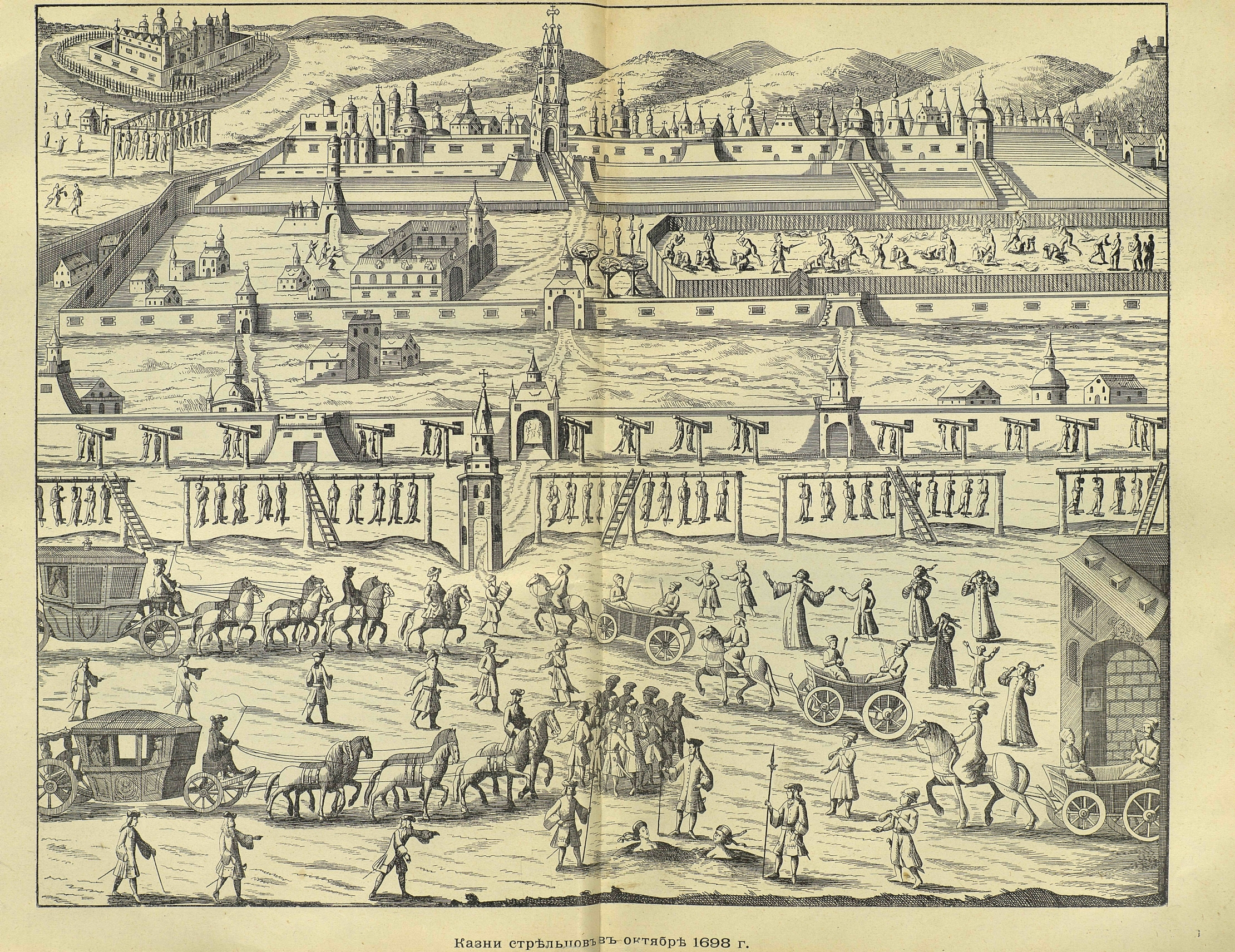
Рисунок, иллюстрирующий казнь стрельцов (из Дневника Иоганна Корба)

Австрийский дипломат Иоганн Корб, присутствовавший на казнях, даёт следующее описание происходящего:
Эта казнь резко отличается от предыдущих; она совершена весьма различным способом и почти невероятным: 330 человек за раз, выведенные вместе под роковой удар топора, облили всю долину хотя и русской, но преступной кровью; эта громадная казнь могла быть исполнена потому только, что все бояре, сенаторы царства, думные и дьяки, бывшие членами совета, собравшегося по случаю стрелецкого мятежа, по царскому повелению были призваны в Преображенское, где и должны были взяться за работу палачей. Каждый из них наносил удар неверный, потому что рука дрожала при исполнении непривычного дела; из всех бояр, крайне неловких палачей, один боярин отличился особенно неудачным ударом: не попав по шее осуждённого, боярин ударил его по спине; стрелец, разрубленный таким образом почти на две части, претерпел бы невыносимые муки, если бы Алексашка, ловко действуя топором, не поспешил отрубить несчастному голову.
Только в феврале 1699 года трупы были похоронены в 3 верстах от Москвы рядом с дорогами. По приказу царя у могил были поставлены четырёхгранные столбы из камня, к каждой стороне которых была прикреплена железная доска с описанием преступлений стрельцов. По некоторым сведениям, столбы стояли и в 1710-е годы.

## Последствия бунта
Последующая военная реформа 1699 года закрепила замену стрелецких войск подконтрольной правительству регулярной армией. В то же время в гарнизонных пограничных городах Старых служб служилые люди, включая стрельцов, находились на службе до конца XVIII века.

## Историография стрелецкого бунта

Второе издание книги Сергея Соловьёва «История России с древнейших времён», 1851—1879

В историографии не существует единообразия в оценке причин стрелецкого бунта 1698 года. По одной из версий, это было вызвано тяготами службы в пограничных городах, изнурительными походами и притеснениями со стороны полковников. С другой стороны, в сочинениях многих авторов XVIII века и представлениях самого Петра I стрельцы были мятежниками, служившими Софье Алексеевне в борьбе за власть.
В работах историков дореволюционного и советского периодов московские стрелецкие полки представлены как «отсталые» войска, «утратившие боеспособность». «Отсталость» войск старого образца обыкновенно определяется через сравнение с реформированной и «прогрессивной» петровской армией. В качестве ещё одного критерия негативной оценки стрелецких войск выделяют факт их участия в политических кризисах конца XVII века.

### Дореволюционная историография
Уже в работах авторов первой четверти XVIII века встречаются резко негативные характеристики стрелецких выступлений, в том числе бунта 1698 года. Стрельцы изображаются как орудие Софьи в борьбе за власть. В составленном бароном Гюйссеном «Журнале государя Петра I» стрельцы «по своеволию» сравниваются с древнеримскими преторианцами и турецкими янычарами.
В работах Николая Карамзина встречается единственное негативное упоминание о стрельцах, которое дало начало традиции апологетики действий Петра I и критическому отношению к московским стрельцам. «Антистрелецкая» линия получила дальнейшее развитие в статье историка Михаила Погодина о Петре. Исследуя стрелецкую историю, Погодин очевидно занимается прославлением достижений правителя и критикой «пережитков» старины. Точка зрения историка оказала большое влияние на взгляды Сергея Соловьёва.
Стрелецкие войска не выступали объектом серьёзных исторических исследований до появления работы Сергея Соловьёва «История России с древнейших времён». В своём труде историк также придерживается позиции о неизбежности и необходимости петровских реформ. Стрелецкое войско появляется в повествовании лишь в контексте истории политического кризиса в России, который был преодолён гением Петра. Историк представил уничижительное отношение к стрельцам, следуя оценкам источников, в особенности «Дневника» Патрика Гордона.
Николай Устрялов продолжает эту традицию, осуждая стрельцов. Историк говорит, что стрельцы, «избалованные Софиею, заражённые духом мятежа, … жаловались на свою долю».

### Советская историография
Советский историк Михаил Покровский связывал стрелецкое восстание 1698 года с другими социальными движениями конца XVII века в России и считал, что народное недовольство было направлено против гнёта торгового капитала. Следуя принятой советской историографической традиции, Покровский противопоставляет народным волнениям расправу царского режима над стрельцами. По мнению историка Виктора Буганова, исследовавшего социальные конфликты второй половины XVII века, основной целью стрельцов было «возвратиться к семьям в Москву, улучшить материальное положение». Они также «стремились избавится от непомерных тяжестей службы, издевательств, унижений и оскорблений со стороны властей и своего начальства».
В настоящее время исследователи существенно пересматривают историю стрелецких бунтов, а также роль и участие стрельцов в политической жизни XVII века.

## В литературе и искусстве
- Наказание стрельцов после бунта 1698 года изображено на картине Василия Сурикова «Утро стрелецкой казни», написанной в 1881 году.
- В 1883 году была издана партитура оперы Модеста Мусоргского «Хованщина» в редакции Николая Римского-Корсакова.
- Илья Репин на картине «Великая княгиня Софья в Новодевичьем монастыре (1698)» представил сестру Петра I заточённой в монастыре после стрелецкого бунта.
- События стрелецких бунтов 1682 и 1698 годов описаны в романах Алексея Толстого «Пётр I» и Руфина Гордина «Игра судьбы».
- События бунта также нашли отражение в фильме «В начале славных дел» и мини-сериале «Пётр Великий».
- События бунта и последующие преследования его участников отражены в романе Бориса Акунина «Ореховый Будда».

## Список литературы
1. Бобровский П. О. История лейб-гвардии Преображенского полка. — Санкт-Петербург, 1900. — Т. 1.
2. Богданов А. П. Царевна Софья и Пётр / Либерман А., Шокарев С.. — М.: Вече, 2008. — ISBN 978-5-9533-2310-9.
3. Богословский М. М. Первое заграничное путешествие. — М.: ОГИЗ-СоцЭКГИЗ, 1941. — Т. II. — 626 с. — 3000 экз.
4. Брикнер А. Г. Глава XIII. Стрелецкий бунт 1698 г. // Иллюстрированная история Петра Великого. — М., 2000. — ISBN 5-93070-18-4.
5. Буганов В. И. Московские восстания конца XVII века. — М.: Наука, 1969.
6. Буганов В. И. Пётр Великий и его время. — М.: Наука, 1989. — С. 192. — ISBN 5-02-009471-4.
7. Буганов В. И. Стрелецкое восстание 1698 г. и начало ликвидации стрелецкого войска // Вопросы военной истории России: XVIII и первая половина XIX в.. — М., 1969. — С. 45—53.
8. Бушуев С. В., Миронов Г. Е. История государства Российского. Историко-библиографические очерки. — М., 1991.
9. Валишевский К. Ф. Пётр Великий. — М.: Квадрат, 1993.
10. Дёмкина М. Н. Эпоха Петра I. — М., 2008.
11. Исторические записки. — М.: Институт истории СССР, 1956. — Т. 58.
12. Лавров А. С. Регентство царевны Софьи Алексеевны: Служилое общество и борьба за власть в верхах Русского государства в 1682—1689 гг.. — М.: Археографический центр, 1999. — ISBN 5-88253-035-0.
13. Наумов В. П. Царевна Софья. — М.: Молодая гвардия, 2015. — ISBN 978-5-235-038202.
14. Павленко Н. И. Пётр I. (Жизнь замечательных людей). — Москва: Молодая гвардия, 2003. — С. 428. — ISBN 5-235-02570-9.
15. Панкратов А. В. Московские стрельцы. Пятый приказ // Русская история. — 2013. — № 4(27).
16. Платонов С. Ф. Лекции по русской истории // Высшая школа. — Москва, 1993. — С. 736. — ISBN 5-06-002499-7.
17. Рождение империи / Либерман А., Шокарев С.. — М.: Фонд Сергея Дубова, 1997.
18. Романов М. Ю. Стрельцы московские. — Москва, 2004. — 352 с.
19. Соловьёв С. М. Сочинения. В 18 кн. Кн. VII. Т. 13-14. История России с древнейших времён. — Москва: Мысль, 1991. — Т. 14. — 701 с.
20. Устрялов Н. История царства Петра Великого. — Санкт-Петербург, 1858. — Т. 3.

### Диссертации
1. Трефилов Е. Н. Представления о царской власти участников народных бунтов петровского времени//Автореферат кандидатской диссертации. — Москва, 2010.